# Municipio 6 (condado de Harper)
El municipio 6 (en inglés: Township 6) es un municipio ubicado en el condado de Harper en el estado estadounidense de Kansas. En el año 2010 tenía una población de 282 habitantes y una densidad poblacional de 1,01 personas por km².

## Geografía
El municipio 6 se encuentra ubicado en las coordenadas 37°20′57″N 97°57′33″O / 37.34917, -97.95917. Según la Oficina del Censo de los Estados Unidos, el municipio tiene una superficie total de 280.31 km², de la cual 280.13 km² corresponden a tierra firme y (0.06%) 0.17 km² es agua.

## Demografía
Según el censo de 2010, había 282 personas residiendo en el municipio 6. La densidad de población era de 1,01 hab./km². De los 282 habitantes del municipio 6, el 95.39% eran blancos, el 0.71% eran afroamericanos, el 0.71% eran amerindios, el 1.77% eran de otras razas y el 1.42% pertenecían a dos o más razas. Del total de la población el 3.9% eran hispanos o latinos de cualquier raza.